# Ясногорськ
Ясного́рськ (рос. Ясногорск) — селище міського типу, центр Олов'яннинського району Забайкальського краю, Росія. Адміністративний центр та єдиний населений пункт Ясногорського міського поселення.

## Населення
Населення — 8873 особи (2010; 9747 у 2002).